# Purge
Om van een heksenreputatie af te komen kon een verdachte 'ter purge' gaan. De verdachte ging zichzelf dan op eigen initiatief gevangen geven en vroeg om bij vonnis officieel vrijgesproken te worden van hekserij. Wanneer iemand in het openbaar 'heks' genoemd werd en geen formele klacht neerlegde bij de rechtbank wegens laster, dan maakte dit hem/haar extra verdacht.
Na de aanhouding werden in de kerk alle personen gedagvaard die iets tegen de eiser(es) in te brengen hadden. Wanneer niemand opdaagde of wanneer de aanklagers hun beweringen niet geloofwaardig konden maken, verklaarde de rechtbank de verdachte voor eeuwig van hekserij gezuiverd. De verdachte werd meteen uit de gevangenis ontslagen en niemand mocht hem/haar in het openbaar nog 'heks' noemen.
Dikwijls had een purgeproces succes, maar het kon ook anders aflopen. Tanneke Sconyncx uit Gottem, bijvoorbeeld, spande in 1602 op aanraden van Hubrecht Meganck, haar neef en de plaatselijke baljuw, een purgeproces in. Het gevolg was dat zij werd doodgemarteld.
Jan de Munck uit Hooglede liet zich op 15 juli 1605 in Nieuwpoort 'vrijmoedig' gevangennemen om het geroddel over hem een halt toe te roepen. De schepenbank besliste hem te pijnigen en op 30 augustus 1605 werd hij op de brandstapel gezet.